# Lamborghini Diablo
Lamborghini Diablo je supersportovní automobil, který v letech 1990 až 2001 vyráběla italská automobilka Lamborghini. Dvoumístný dvoudveřový sportovní vůz byl nabízen i s karoserií roadster.

## Historie
Supersport navazoval na typ Countach. Stejně jako on měl motor umístěný před zadní nápravou. Poprvé bylo Diablo představeno v roce 1990 v monackém Monte Carlu. Design byl označován jako značně agresivní. Jeho autorem byl Marcello Gandini. Původní hranatá karoserie byla po zkouškách v aerodynamickém tunelu zaoblena. Kvůli snížení hmotnosti byly použity odlehčené materiály se zvýšenou pevností.
Motor první generace, která se vyráběla do roku 1994 pocházel z modelu Countach. Oproti němu dostalo Diablo nové karburátory. Díky nim splňoval automobil emisní limity v USA. Výkon motoru byl 490 koní. Zrychlení z nuly na 100 km/h bylo 4,2 sekundy a výrobce udával maximální rychlost 325 km/h. Při testování na okruhu byla ale překonána rychlost 340 km/h. Zavěšení bylo zajištěno dvěma příčnými rameny, vinutými pružinami a příčným stabilizátorem. Vpředu byly pneumatiky o rozměrech 245/40 R17 a vzadu 335/35 R18. Váha vozu byla 1650 kg.
V roce 1994 byla představena modernizovaná verze Diablo VT, které měla pohon všech kol a objevil se i model VT Roadster. Později se představil model SE30. Ten byl představen u příležitosti oslav třicátého výročí automobilky. Vůz měl výkon zvýšený na 526 koní, sníženou váhu a lepší aerodynamiku. Později se představil ještě model Diablo SV, který měl výkon 533 koní a byly do něj montovány lepší brzdy. Poslední modely byly vybavovány elektricky stavitelným podvozkem, který umožňoval zvednout přední část o několik centimetrů. Díky tomu mohl automobil snáze překonat překážky na silnici.

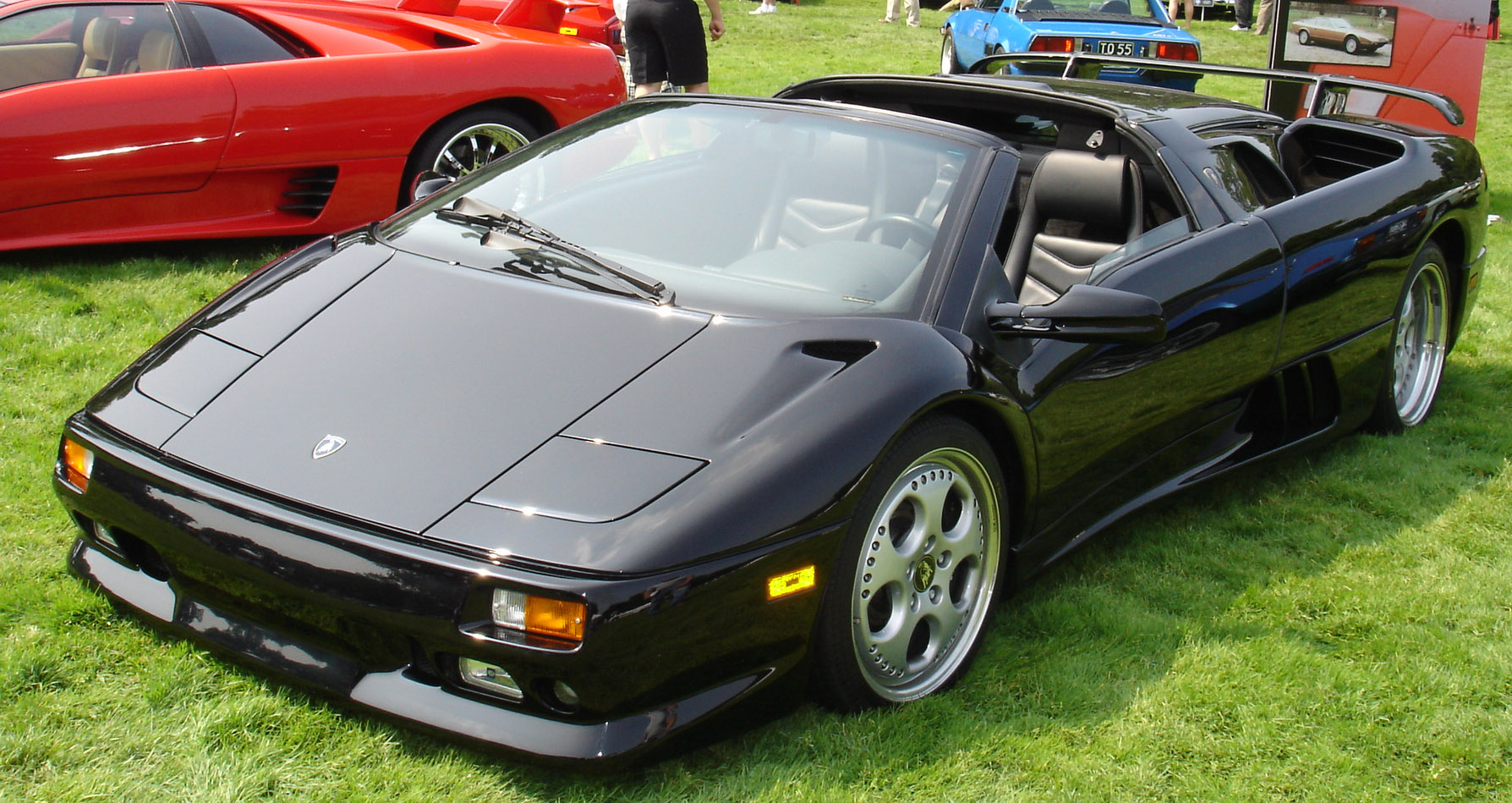
Lamborghini Diablo roadster

## Motory
- 5.7 L V12
- 6.0 L V12